# グスタボ・エンドレス
グスタボ・エンドレス（Gustavo Endres、1975年8月23日 - ）は、ブラジルの男子バレーボール選手。ポジションはミドルブロッカー。元ブラジル代表。弟であるムーリオ・エンドレスもブラジル代表のバレーボール選手。ジャケリネ・カルバリョは義妹に当たる。

## 来歴
1997年、ナショナルチームに代表入りし、ブラジル代表として通算311試合に出場。2000年代のブラジルバレー黄金期のミドルブロッカーとして活躍し、2004年アテネオリンピックで金メダルを獲得、2008年北京オリンピックでは銀メダルの獲得に貢献するとともに、ベストブロッカー賞を受賞した。
高い敏捷性とスピードを持ち合わせた攻撃型パワーブロッカーで、1998年世界選手権、2001年ワールドリーグ、2007年ワールドリーグでも、それぞれベストブロッカー賞を受賞した。
所属クラブでは、2001年にブラジルスーパーリーガのクラブからイタリア・セリエAのフェラーラへ移籍。ラティーナを経て、2004年から在籍したトレヴィーゾでは、2度のリーグ優勝とコッパ・イタリア優勝に貢献した。2009年、ピニェイロス・サンパウロへ移籍した。

## 球歴
- オリンピック - 2004年（金メダル）、2008年（銀メダル）
- 世界選手権 - 2002年、2006年（金メダル）
- ワールドカップ - 2003年、2007年（金メダル）
- ワールドグランドチャンピオンズカップ - 1997年、2005年（優勝）
- ワールドリーグ - 2001年、2003年、2004年、2005年、2006年、2007年（優勝）

## 所属クラブ
- ECバネスパ （1996-2001年）
- 4トッリ・フェラーラ・バレー （2001-2003年）
- トップ・ラティーナ （2003-2004年）
- シスレー・トレヴィーゾ （2004-2009年）
- ピニェイロス・サンパウロ （2009-2011年）
- Cimed Florianópolis （2011-2012年）
- APAV Canoas （2012-2015年）